# Tauscheria
Tauscheria é um género botânico pertencente à família Brassicaceae.